# Iarna se apropie
„Iarna se apropie” este primul episod al serialului HBO intitulat Urzeala tronurilor. Acesta a fost scris de David Benioff, D.B. Weiss, regizat de Tim Van Patten și difuzat pe 17 aprilie 2011.

## Acțiune
Întors acasă, Ned află de la soția sa Catelyn că mentorul său, Jon Arryn, a murit în capitala regatului Westeros și că regele Robert se-ndreaptă spre nord pentru a-i oferi lui Ned poziția lui Arryn de Mână dreaptă a Regelui. Dincolo de Marea Îngustă, în Pentos, Viserys Targaryen pune la cale un plan pentru a-și recâștiga tronul – o alianță cu luptătorii nomazi Dothraki, pe baza căsătoriei dintre șeful acestora, Khal Drogo, și frumoasa sa soră, Daenerys.

## Apariții
Articol principal: Iarna se apropie/Apariții

### Prima apariție
- Will
- Waymar Royce
- Gared
- Fata sălbatică
- Călător Alb
- Bran Stark
- Jon Snow
- Robb Stark
- Catelyn Stark
- Eddard Stark
- Rickon Stark
- Sansa Stark
- Mordane
- Arya Stark
- Jeyne Poole
- Rodrik Cassel
- Jory Cassel
- Theon Greyjoy
- Jaime Lannister
- Cersei Lannister
- Maester Luwin
- Tommy
- Joffrey Baratheon
- Sandor Clegane
- Hodor
- Mikken
- Robert Baratheon
- Tommen Baratheon
- Myrcella Baratheon
- Tyrion Lannister
- Ros
- Daenerys Targaryen
- Viserys Targaryen
- O servitoare din Pentos
- Illyrio Mopatis
- Khal Drogo
- Qotho
- Cohollo
- Haggo
- Benjen Stark
- Jorah Mormont
- Mago

### Decese
- Ser Waymar Royce, răpus de către un Călător Alb
- Gared, decapitat de către un Călător Alb
- Lord Jon Arryn, mort din cauze necunoscute
- Will, decapitat de către Eddard Stark
- Un Dothraki, gât tăiat de către alt Dothraki

## Distribuție
| Actori principali - Sean Bean - Eddard Stark - Mark Addy - Robert Baratheon - Nikolaj Coster-Waldau - Jaime Lannister - Michelle Fairley - Catelyn Stark - Lena Headey - Cersei Lannister - Emilia Clarke - Daenerys Targaryen - Iain Glen - Jorah Mormont - Harry Lloyd - Viserys Targaryen - Kit Harington - Jon Snow - Sophie Turner - Sansa Stark - Maisie Williams - Arya Stark - Richard Madden - Robb Stark - Alfie Allen - Theon Greyjoy - Isaac Hempstead-Wright - Bran Stark - Jack Gleeson - Joffrey Baratheon - Rory McCann - Sandor Clegane - Peter Dinklage - Tyrion Lannister | Invitați - Donald Sumpter - Luwin - Jamie Sives - Jory Cassel - Ron Donachie - Rodrik Cassel - Joseph Mawle - Benjen Stark - Roger Allam - Illyrio Mopatis - Dar Salim - Qotho - Esme Bianco - Ros - Susan Brown - Mordane - Bronson Webb - Will - John Standing - Jon Arryn - Rob Ostlere - Waymar Royce - Dermot Keaney - Gared - Art Parkinson - Rickon Stark - Callum Wharry - Tommen Baratheon - Aimee Richardson - Myrcella Baratheon - Kristian Nairn - Hodor - Rania Zouari - O servitoare din Pentos - Ian Whyte - Celălalt - Spencer Wilding - Celălalt |

## Legături externe
- Iarna se apropie  la Urzeala tronurilor Wiki
- "Winter Is Coming" Arhivat în 16 aprilie 2016, la Wayback Machine. at HBO
- „Iarna se apropie” la Internet Movie Database
- "Iarna se apropie" la TV.com

## Vezi și
- Urzeala tronurilor (sezonul 1)